# Благовещенский собор (Александрия)
Кафедральный соборный храм Благовещения Богородицы (греч. Ιερός Καθεδρικός Ναός Ευαγγελισμού της Θεοτόκου) — главный храм Александрийской православной церкви и кафедра папы и патриарха Александрийского и всей Африки, расположенный на площади Тахрир в городе Александрия в Египте. Построен в 1847—1857 годах. Костяк прихожан Благовещенского собора составляет греческая община Египта.
По архитектуре храм представляет собой трёхнефную базилику. Длина собора — 41,80 м, ширина — 23,6 м, высота — 32,4 м. По мнению Дональда Рида, собор был построен в «неоготическом, а не нео-византийском стиле».
Общая площадь составляет 1115,23 кв. м. Мраморный иконостас, патриарший трон, седилия и амвон были сделаны Иаковосом Варутисом из Константинополя. Двери, окна, скамьи, балдахин и другие скульптурные детали были выполнены Георгиосом Филиппидисом. Золочение иконостаса, престола и амвона было выполнено Михаилом Ларозасом. Позолоту нефа сделали братья Иордану. Иконы были созданы в Египте и Константинополе, окна — в Париже, часы — в Лондоне, а паникадила — в России.

## История
16 ноября 1847 года патриарх Иерофей II совершил закладку первого камня в основание собора. Строительные работы по проекту архитектора Эрмете Пьеротти велись девять лет. О положении, в каком началась постройка этого храма, патриарх Иерофей поведал в письме Святейшему синоду от 25 февраля 1848 года: «в Александрии до последнего времени не было ни церкви, ни патриаршего дома, кроме небольшой и бедной обители св. Саввы, находящейся к тому же вне города, то патриарх решил построить здесь трехпрестольный храм в честь Благовещения и при нём здание для школы и патриарший дом. На собственные скудные средства патриарх уже положил основание для постройки церкви, а затем увидел, что он не в состоянии будет довершить это святое и громадное предприятие, требующее очень больших денег, потому что, кроме расходов на постройку указанных больших зданий, для святого храма требуются десять больших св. икон, искусно отделанный иконостас из резного дерева, в два яруса, с обыкновенными малыми иконами Спасителя, Божией Матери и других известных святых, крест для иконостаса (на верху) с иконами Скорбящей Богоматери и ап. Иоанна Богослова, священные одежды, золотые и серебряные сосуды, а прежде всего — значительные деньги. Находясь в таком затруднительном положении и не имея другого прибежища, как обратиться, по примеру блаженной памяти своих предшественников, к помощи государя Николая Павловича и Св. Синода, патриарх со слезами, от всей своей души и силы просил и умолял государя и Св. Синод».
25 марта 1856 года патриарх Иерофей II совершил освящение собора. Церковь представляет собой трёхнефную базилику внушительных размеров. При этом она примечательна симметрией и гармонией форм. Качество отделки и постройки указывает на высокий уровень благосостояния и мастерства храмоздателей.
Первоначальный вид храма был более суровым, чем сегодня, потому что каменные шпили были заменены между 1927 и 1936 годами на более впечатляющие цементные структуры, а на переднюю часть были добавлены различные декоративные элементы.
Церковь подвергалась ремонту в 1950-х годы. Были добавлены фрески и витражи. Средиземноморский свет Александрии, проникающий в большие окна, окрашивался разноцветным витражом с изображением двенадцати апостолов. Основанные на византийских образцах александрийского художника Афинской школы изобразительных искусств Микиса Мацакиса, они были созданы в период с 1950 по 1953 год в Париже фирмой Жана Годена и обошлись в 3120 тогдашних египетских фунтов. Другие фрески, изображающие Благовещение, Бытие, Успение Богородицы, Воскресение Христа и другие сцены из жизни и страстей Христа, были сделаны тем же художником.
К концу XX века храм подвергся сильным повреждениям из-за износа от времени, землетрясений, а также неумелых ремонтных работ, проводившихся ранее. Общее обследование выявило серьёзные неисправности в колокольне, фасадах и полу. Другой серьёзной проблемой была нехватка освещения. Благотворительный фонд Александра Онассиса принял на себя бремя восстановительных работ. Восстановительные работы, приводившиеся при полном финансировании проекта фондом Онассиса, были завершены в декабре 2004 года.
Торжества открытия обновлённой церкви состоялись 2 апреля 2006 года, их возглавили патриархи Константинопольский Варфоломей и Александрийский Феодор II. В торжествах приняли участие представители поместных православных Церквей — Антиохийской, Иерусалимской, Русской, Сербской, Румынской, Болгарской, Грузинской, Кипрской, Греческой, Польской, Албанской, Финской и Православной Церкви в Чешских землях и Словакии, а также наместник древнейшего православного монастыря Святой Екатерины на Синае архиепископ Дамиан. Наиболее высокопоставленным светским лидером был президент Греции Каролос Папульяс.